# ピンク

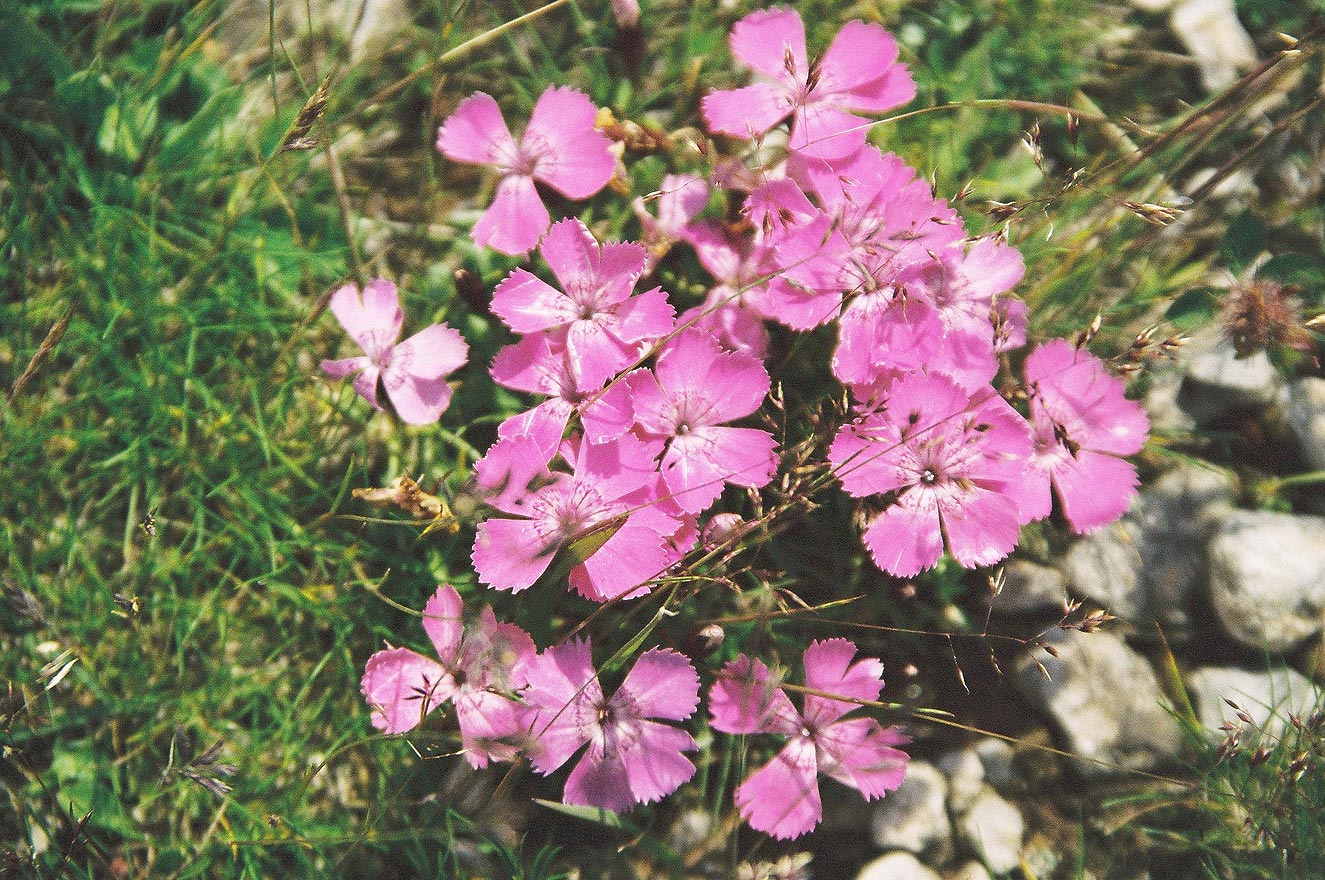
オヤマナデシコ

ピンク（英語: pink）は赤と白を混ぜて出来る色の一つ。しばしば明るい赤と表現されるが、より正確には明度が高く彩度の低い赤である。ピンクは濃淡によってさまざまなバリエーションが存在する。ピンクとして分類される色は、通常、コンピューターやテレビの画面上ではRGBカラーモデルを使用し、印刷ではCMYKカラーモデルで作成される、明るいまたは彩度の低い赤、バラ色、マゼンタがある。

## 概要
英語の pink は、元来ナデシコの意であり、シェークスピアの時代にはまだ色名としての用法はなかったとされる。後に、ナデシコの花の色を指してpink、すなわち「なでしこ色」と呼ぶようになった。
また、英語以外の多くのヨーロッパの言語では、ピンク色を指すのにバラを意味する語やその派生語を使い、いわば「ばら色」という言い方をする。
日本語では英語を借りて「ピンク」「ピンク色」と呼ぶのが一般的だが、モモの花に見立てた「桃色」の名もある。ほかに「撫子色」（なでしこいろ）、「石竹色」（せきちくいろ）などナデシコに由来する和色名もあるが、これらが英語pinkの同義語として扱われてきた実績がとくにあるわけではない。実際の色は微妙に異なる。

## ピンクの色料
ピンクの顕色は一般的には赤色顔料と白色顔料による。セラミック顔料においては陶試紅やクロムスズピンク、サーモンピンクといったピンクの顔料が存在する（セラミック顔料で赤色顔料はカドミウムレッドをジルコンでコーティングしたファイアーレッドしか存在しない）。特にクロムスズピンクはピンクから紫がかった赤、ワインレッドにいたる様々な色を出す。
また、強い印象を与える派手で鮮明なピンク色をショッキング・ピンクと呼ぶ。

## 研究

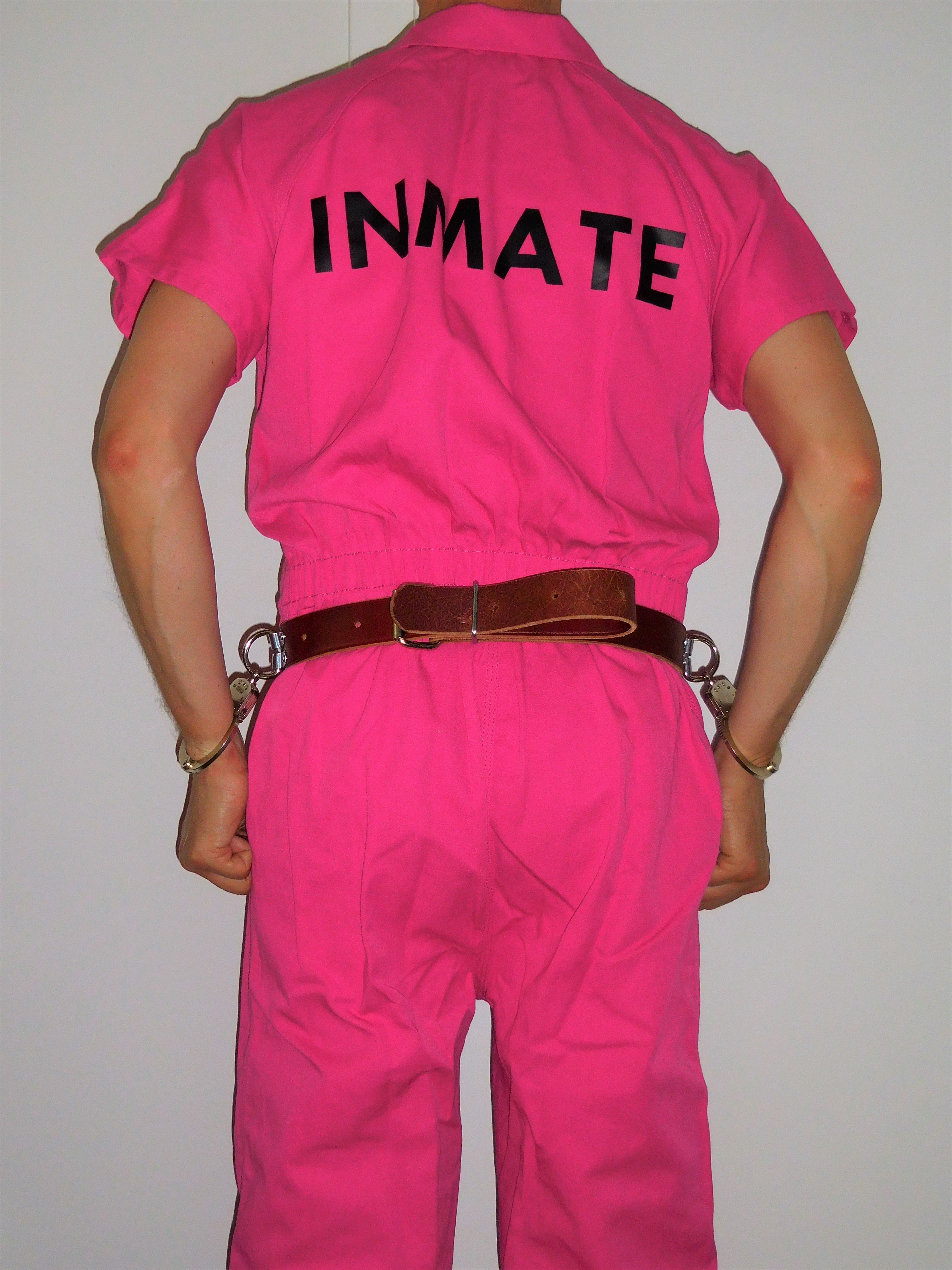
攻撃性を低下させるために採用されたピンク色の囚人服

色彩心理学において、人間を含む動物に様々な影響を与えることがわかっている。30日間、1日12時間ピンクの照明を当てたマウスでの実験では、他の色に比べて副腎の重量が増した。1979年にシアトルの海軍矯正施設でアレキサンダー・シャウス博士が行った実験では、明るいピンク色のポスターを抱きしめさせると被験者に筋肉弛緩が確認された。またピンク色の塗装を牢屋に行うと攻撃性の低下が見られた。